# Lomlom
Lomlom (conosciuta anche come Fonofono) è un'isola corallina facente parte del gruppo delle Isole Reef, nel Mar dei Coralli (Isole Salomone).
È l'isola più estesa del gruppo delle Isole Reef.
Sull'isola era in progetto la costruzione di un aeroporto per favorirne lo sviluppo turistico. È stato inaugurato nel 2018 come il solo aeroporto delle isole Reef.